# Smart village
Smart village (smart wieś, inteligentna wieś, inteligentne obszary wiejskie) – wieś (społeczność lokalna) wykorzystująca technologie cyfrowe i innowacje w codziennym życiu, w celu poprawy jakości życia, polepszenia standardu usług publicznych i lepszego wykorzystania zasobów lokalnych.
Jest to nowa koncepcja rozwoju obszarów wiejskich Unii Europejskiej, skierowana do wsi, które zmagają się z problemami społecznymi, gospodarczymi i środowiskowymi, m.in. z powodu oddalenia od ośrodków miejskich oraz postępującej depopulacji. Instrument Smart Village będzie obecny w Planie Strategicznym Wspólnej Polityki Rolnej na lata 2023–2027, dokumencie który określa ramy dla polityki rolnej i wiejskiej Polski w nadchodzącym okresie programowania UE.